# Velòdrom d'Horta
El Velòdrom d'Horta és una instal·lació esportiva de Barcelona inclosa a l'Inventari del Patrimoni Arquitectònic de Catalunya. Està dedicat al ciclista català Miquel Poblet.

## Història
Va ser construït entre el 1983 i el 1984 pels arquitectes Esteve Bonell i Francesc Rius, obtenint el premi FAD d'Arquitectura d'aquest darrer any. Va ser inaugurat el 27 d'agost del 1984 amb motiu del Campionat Mundial de Ciclisme en Pista.
Als Jocs Olímpics d'Estiu de 1992 va acollir les proves de ciclisme en pista. Actualment, també és la seu de la Federació Catalana de Ciclisme i inclou altres equipaments i serveis.

## Descripció

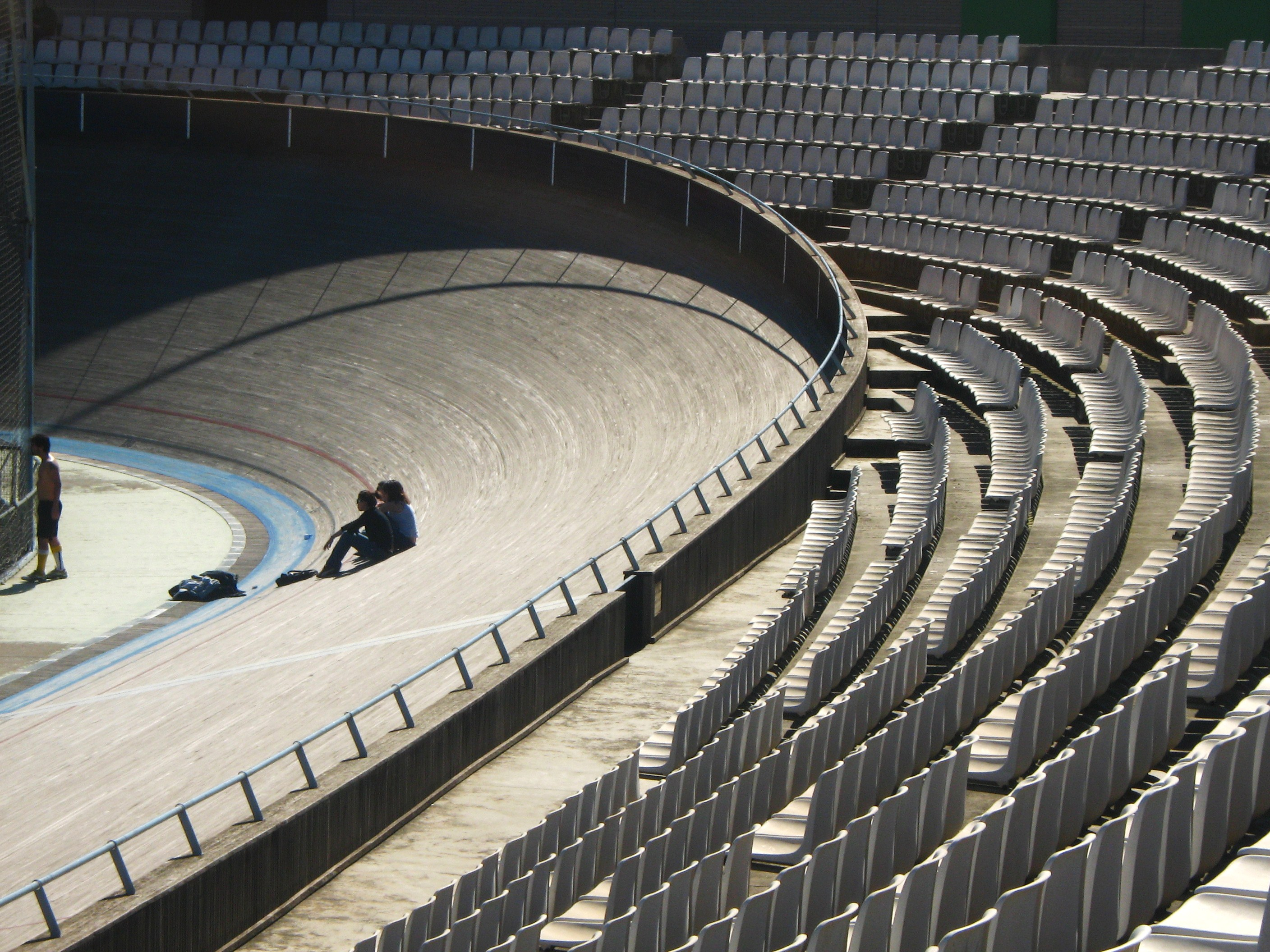
Secció del Velòdrom d'Horta

Està situat a la falda de la muntanya de Collserola en un espai de pendent suau, entre les Recinte Mundet i el Parc del Laberint d'Horta. La profunditat del velòdrom s'encaixa lleugerament al terreny, cosa que incrementa la seva lleugeresa. La planta està plantejada com una gran corona circular en la qual se situen a l'interior una pista i una grada de forma el·líptica.
La pista té una corda de 250 m i està construïda amb fusta africana. A l'interior de la pista de ciclisme hi ha un camp de futbol sala i una pista poliesportiva per a bàsquet o handbol.
Entre les grades i la façana s'aixequen les quatre torres obliqües per a il·luminar l'espai. Els arquitectes idearen també un pòrtic circular de 4 metres de gruix que acull tots els serveis dirigits als espectadors i que comunica el velòdrom amb l'espai de l'entorn de l'edifici dissenyat també pels mateixos arquitectes. Aquest espai públic del voltant condueix fins l'entrada dels jardins del Laberint, s'hi va incloure un recorregut poètic a la part oest seguint el disseny de poema visual ideat per Joan Brossa.